# Джеймі Лінн Грей
Джеймі Лінн Грей  (англ. Jamie Beyerle-Gray, 26 травня 1984) — американська стрілець, олімпійська чемпіонка.

## Виступи на Олімпіадах
| Олімпіада   | Дисципліна                                     | Місце |
| ----------- | ---------------------------------------------- | ----- |
| Пекін 2008  | пневматична гвинтівка, 10 м                    | 4     |
| Пекін 2008  | дрібнокаліберна гвинтівка, 50 м, три положення | 5     |
| Лондон 2012 | пневматична гвинтівка, 10 м                    | 5     |
| Лондон 2012 | дрібнокаліберна гвинтівка, 50 м, три положення | 1     |